# Старая Раума
Старая Раума (фин. Vanha Rauma, швед. Gamla Raumo) — деревянный центр города Раума в Финляндии. Внесён в список Всемирного наследия ЮНЕСКО.
Площадь Старой Раумы составляет около 0,3 км², здесь расположено около 600 зданий (включая хозяйственные постройки), в которых проживает около 800 человек. Поскольку город неоднократно выгорал в результате пожаров (крупнейшие были в 1640 и 1682 годах), самые старые строения города датируются XVIII веком. Границы города расширились за пределы Старой Раумы только в начале XIX века. Большинство зданий Старой Раумы являются жилыми и принадлежат частным лицам, для деловых целей используются только здания, расположенные вдоль двух главных улиц и вокруг городской площади.
Главные достопримечательности включают дом Кирсти — моряка XVIII—XIX веков, и дом Марела — судовладельца, построенный в XVIII веке, с фасадом XIX века, в обоих зданиях расположены музейные экспозиции. Среди других достопримечательностей — редкие каменные здания: Церковь Святого Креста, церковь францисканского монастыря XV века со средневековыми картинами и Старая городская ратуша 1776 года.